# Ракаловское сельское поселение
Рака́ловское сельское поселение — муниципальное образование в составе Белохолуницкого района Кировской области России.
Центр — деревня Ракалово.

## История
Ракаловское сельское поселение образовано 1 января 2006 года согласно Закону Кировской области от 07.12.2004 № 284-ЗО.

## Население
| 2010 | 2012 | 2013 | 2014 | 2015 | 2016 | 2017 |
| ---- | ---- | ---- | ---- | ---- | ---- | ---- |
| 299  | ↘287 | ↘263 | ↘250 | ↘241 | ↘231 | ↘228 |
| 2018 | 2019 | 2020 | 2021 |      |      |      |
| ↘220 | ↗227 | ↘220 | ↘212 |      |      |      |

## Состав
В состав сельского поселения входят 3 населённых пункта (население, 2010):
- деревня Ракалово — 183 чел.;
- деревня Корзунята — 5 чел.;
- деревня Юдино — 111 чел.